# Grafico delle elezioni politiche in Italia
Il grafico illustra i risultati delle elezioni politiche svoltesi in Italia dal 1895 ad oggi, con le percentuali di consenso raccolte dai diversi partiti o movimenti.
Passando col mouse sopra alle diverse sezioni colorate, è possibile visualizzare il nome del raggruppamento e la percentuale raccolta nella corrispondente elezione; cliccando sulla singola sezione si viene rimandati alla pagina del partito corrispondente.
L'ordine col quale i partiti sono inseriti nel grafico ne illustra la collocazione politica (a sinistra oppure a destra) in maniera approssimativa, giacché il dato è opinabile e non oggetto di questo grafico; si vedano piuttosto informazioni nelle singole voci.

## Grafico dell'affluenza
AffluenzaElezioni politiche0204060801001946195819721983199420062018AffluenzaAffluenza alle elezioni politiche della Repubblica Italiana

## Statistiche e primati
Qui sono riportati tutti i primati delle elezioni politiche tenutesi in Italia dal 1946 ad oggi (si prendono a riferimento tutti i dati relativi alla Camera dei Deputati):
- Elezioni con maggior numero di aventi diritto al voto: 49.358.947 (Elezioni politiche in Italia del 2001)
- Elezioni con maggior numero di votanti: 41.479.764 (Elezioni politiche in Italia del 1992)
- Elezioni con la maggior affluenza: 93,87% (Elezioni politiche in Italia del 1958)
- Elezioni con il maggior numero di voti non validi (incluse schede bianche): 3.012.040 / 7,8% (Elezioni politiche in Italia del 1996)
- Singolo partito con più voti: 14.209.519 / Democrazia Cristiana (Elezioni politiche in Italia del 1976)
- Singolo comune con la più alta affluenza: 110,22% / Roveré Veronese (Elezioni politiche in Italia del 1976)[2]
- Singola provincia con la più alta affluenza: 98,17% / Bologna (Elezioni politiche in Italia del 1976)[3]